# Le Sopha (Labiche)
Pour les articles homonymes, voir Le Sopha.
Le Sopha est un conte fantastique en 3 actes mêlés de chants d'Eugène Labiche, représenté pour la 1re fois à Paris au Théâtre du Palais-Royal le 18 juillet 1850, rédigé avec la collaboration de Mélesville et Charles Desnoyer et publié aux éditions Michel Lévy.

## Distribution
| Acteurs et actrices ayant créé les rôles |                        |
| Personnage                               | Acteur ou actrice      |
| Scahabaham, sultan des Indes             | Sainville              |
| Le marquis de Haute-Futaie               | Grassot                |
| Mazulim, émir de première classe         | Hyacinthe              |
| Coqueluche, jeune paysan                 | Ravel                  |
| Codada, génie                            | Amant                  |
| Turpin, financier                        | Kalekaire              |
| Omar, esclave                            | M. Lemeunier           |
| Jean, berger                             | M. Augustin            |
| Almaide, sultane favorite                | Mme Juliette Pelletier |
| Fanchette, fleuriste                     | Scriwaneck             |
| Florine, débutante danseuse              | Mme Pauline            |
| Charlotte, habilleuse                    | Mlle Azimont           |
| Camélia, femme de Mazulim                | Mme Dupuis             |
| Zulica, odalisque                        | Mme Gabrielle          |
| Fatmé, odalisque                         | Mme Clémentine         |
| Mme Dubois, femme de confiance           | Mme Philibert          |